# Stelivo
Stelivo je materiál, který se stele hospodářským zvířatům ve stájích. Funkcí steliva je, aby zvířata ležela na měkkém, aby byla regulována teplota podlahy (resp. aby zvířata neležela na studeném) a aby docházelo k zachycování výkalů.
Může se jednat o celou řadu organických materiálů přírodního, nebo syntetického charakteru. Nejčastějším typem steliva je v současnosti v Evropě sláma či sláma kombinovaná se senem. Stele se též pilinami a jinými syntetickými[zdroj?] materiály. Dříve se též stlávalo v případě nedostatku slámy jehličím, nebo lesní hrabankou. 